# Yé-yé
A yé-yé egy alapvetően európai popzenei stílus, amely különösen az 1960-as évek elején, és kisebb mértékben a későbbi időszakokban volt népszerű, leginkább Franciaországban, Olaszországban és Spanyolországban. A "yé-yé" elnevezés az angol "yeah! yeah!" kifejezésből ered, amely a brit beat- és rockszámok, illetve az amerikai tviszt stílusú dalok jellegzetes, és egy időben rendkívüli népszerűségre szert tett fordulata [alapvetően az angol "yes" (=igen) szónak a köznyelvben, főleg a fiatalok rétegnyelvében eltorzult változata] volt, elterjedtsége főként a Beatles együttes közkedveltségének volt köszönhető.
A stílus egyébként az egész világon elterjedt, köszönhetően többek között az olyan, népszerű és sikeres előadóknak, illetve szerzőknek, mint például Serge Gainsbourg francia énekes és dalszerző és az általa felkarolt, illetve az ő szerzeményeit előadó énekesnők, együttesek.

## Története

### „Salut les copains”

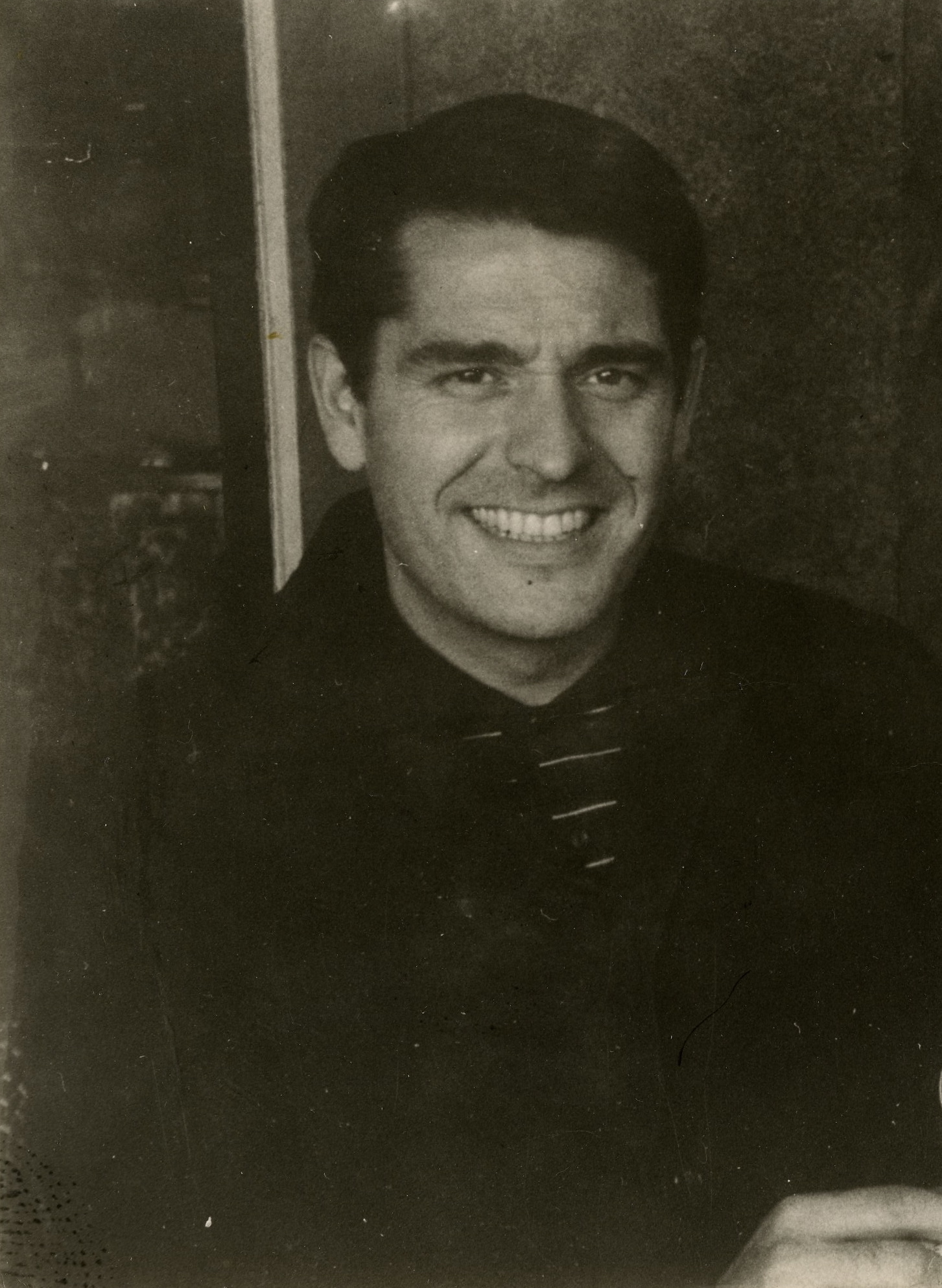
Daniel Filipacchi, a Salut les copains egyik alapítója 1958-ban

A yé-yé gyökerei a Salut les copains (laza szöveghűséggel fordítva kb. "Helló, srácok") című francia rádióműsorig nyúlnak vissza, melynek ötletgazdája Jean Frydman, műsorvezetői pedig Daniel Filipacchi és Frank Ténot voltak. A program, amit 1959 decemberétől sugárzott a francia rádió, egy 1957-ben bemutatott, Gilbert Bécaud és Pierre Delanoë által előadott szám címéről vette az elnevezését. A műsor azonnal hatalmas siker lett a hallgatók körében, az egyik rovata ("le chouchou de la semaine" / kb. "eheti kedvencünk") pedig a legtöbb későbbi yé-yé énekes pályájának kiindulási pontját jelentette. Bármelyik olyan dal, amely elhangozhatott ebben a rovatban, azonnal megindult fölfelé a slágerlistákon. A műsor sikere arra ösztönözte az ötletgazdákat, hogy egy nyomtatott magazint is kiadjanak azonos címmel; a Salut les copains magazin első száma 1962-ben jelent meg Franciaországban, majd rövid időn belül megszülettek a lap német, spanyol és olasz kiadásai is (ez utóbbi "Ciao Amici" címmel).

## A yé-yé lányok

### Franciaország

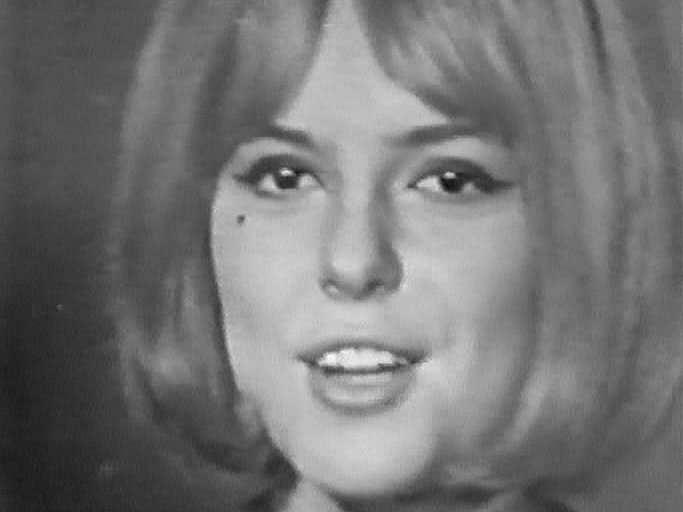
France Gall, a yé-yé stílus egyik ikonikus alakja, az 1965-ös Eurovíziós Dalfesztiválon (melynek győztese lett)

A yé-yé zene leginkább európai jelenség volt, és jellemzően fiatal női előadókhoz volt köthető. Az egyik legismertebb yé-yé lány, France Gall például mindössze 16 éves volt, amikor kiadta első nagylemezét; 17, amikor megnyerte (luxemburgi színekben) az 1965-ös Eurovíziós Dalfesztivált, azzal a naivságot sugárzó, fülbemászó dallamú Poupée de cire, poupée de son című dallal, amely szinte a prototípusává vált a yé-yé stílusú daloknak. France Gall egy valamivel korábbi, hasonló száma volt a Laisse tomber les filles is, amely évtizedekkel később Quentin Tarantino Grindhouse: Halálbiztos című, 2007-es filmjében is szerepelt.
A yé-yé dalok többsége viszonylag ártatlan témákról szólt, mint például Françoise Hardy Tous les garçons et les filles című dala, melyben a fiatal énekesnő arról panaszkodik, hogy a hozzá hasonló korú fiúk és lányok mind tudják, milyen a boldogság, csak ő magányos köztük egyedül, és azon ábrándozik, hogy egyszer megtudhassa, milyen érzés az, amikor az embernek van valakije.

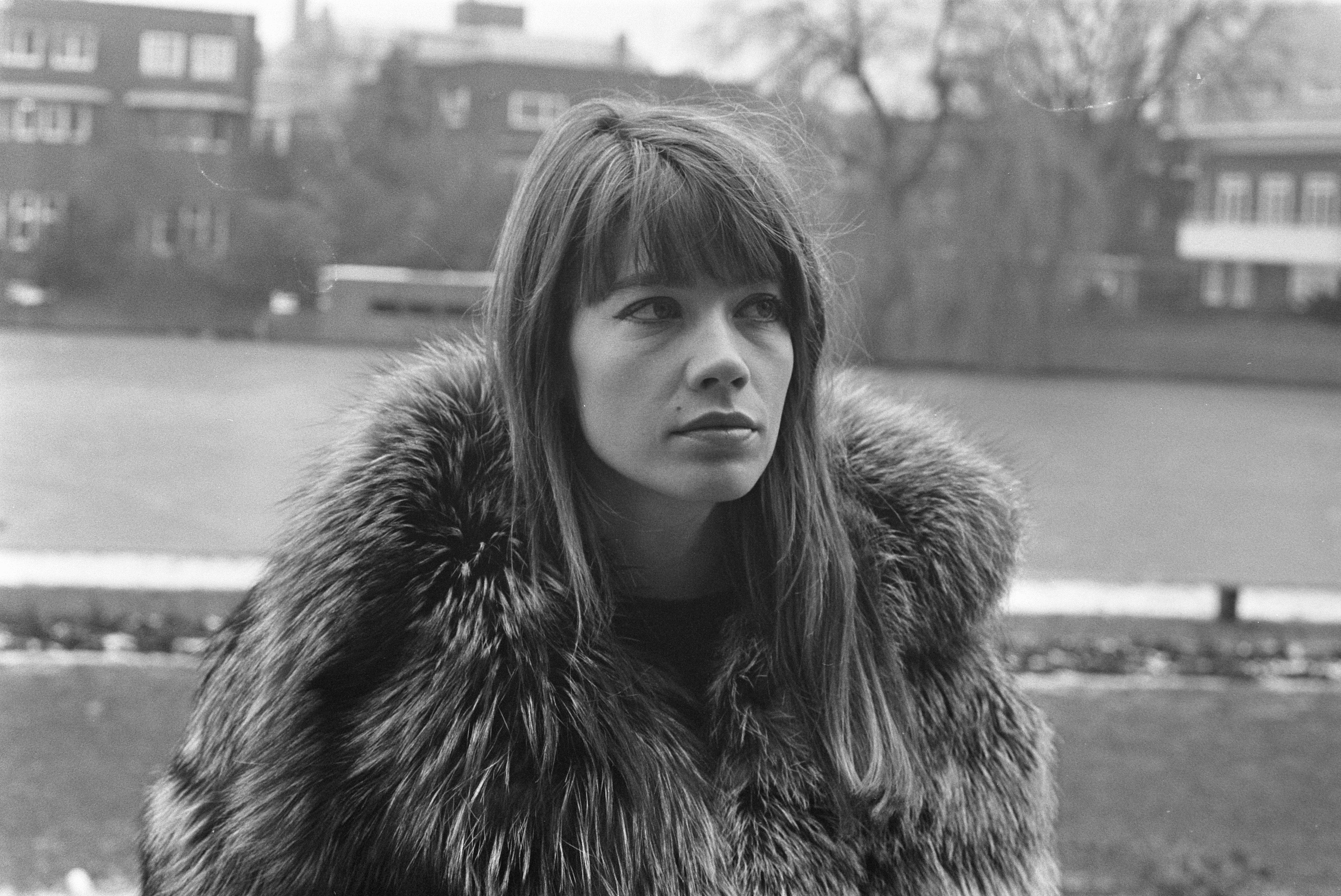
Françoise Hardy 1969-ben

Több más európai nemzettel szemben a franciáknál ebben az időszakban komoly igény mutatkozott arra, hogy az emberek az anyanyelvükön írott zeneszámokat hallgassanak, és ennek megfelelően más országok lakóihoz mérten sokkal nagyobb hajlandóságot mutattak arra is, hogy támogassanak francia nemzetiségű produkciókat. Azok közül az előadók közül, akik a korai években kísérletet tettek a rock and roll műfajának franciaországi meghonosítására, többen maguk is elismerték, hogy zenéjük csak a brit rock and roll másolása; a yé-yé kialakulása azonban hozzájárult a rock and roll műfajának francia viszonyok közé való asszimilálásához, önálló stílussá válásához.
A Salut les copains rádióműsor népszerűsége egyben lehetőséget adott arra, hogy a közönség láthassa új sztárok felemelkedését, mint amilyen France Gall is volt. A yé-yé énekesnők jellemzően szexi fiatal lányok voltak, akiknek imázsához hozzátartozott a gondosan megtervezett, látszólagos naivitás is. Serge Gainsbourg kifejezetten rá is játszott erre, például akkor, amikor oly módon is igyekezett kiaknázni France Gall ártatlanságát, hogy egy kimondottan áthallásos dalt komponált a számára. A Les sucettes (Nyalókák) című dalban France egy Annie nevű lányról énekelt, aki imádja az ánizsos nyalókát, s amikor az édes lé lecsorog a torkán, a Paradicsomban érzi magát; mindehhez a folytatásban is meglehetősen kétértelmű szöveg, a háttérvideóban pedig egy csapat táncoló, fallikus formájú nyalóka is társult.

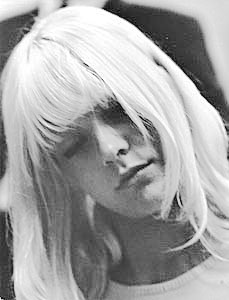
Sylvie Vartan 1966-ban

A népszerű yé-yé énekesnők közé tartozott Sylvie Vartan is, aki még 1968-ban is megjelentetett egy yé-yé stílusú slágert: a Jolie poupée (Szép kis baba) egy lányról szólt, aki azon sajnálkozott, hogy felnőtté válva magára hagyta gyerekkori játékbabáját. Egy másik közkedvelt yé-yé tinisztár, Jacqueline Taïeb 1967-ben elnyerte a legjobb újonc előadónak járó díjat a Cannes-i MIDEM-gálán, 7 heures du matin című, slágerlista-győztes kislemezével. További jelentős francia yé-yé lányok voltak még ebben a korban: Christine Delaroche, Jocelyne, Zouzou, Evy, Cosette és Annie Philippe, továbbá néhány – többek között a Shangri-Las sikerei által motivált – lánycsapat, mint például a Les Parisiennes.
Az 1970-es évek vége a zenei stílus rövid idejű, de sikeres visszatérését hozta el Franciaországban és több más nyugati országban, olyan, electro-pop műfajú előadók feltűnésével, mint Plastic Bertrand, Lio vagy Elli et Jacno, illetve egy kicsit rockosabb stílusban az Ici Paris vagy a Les Calamités; ez utóbbiak már a következő évek újhullámos stílusának előfutárai voltak.

### Olaszország

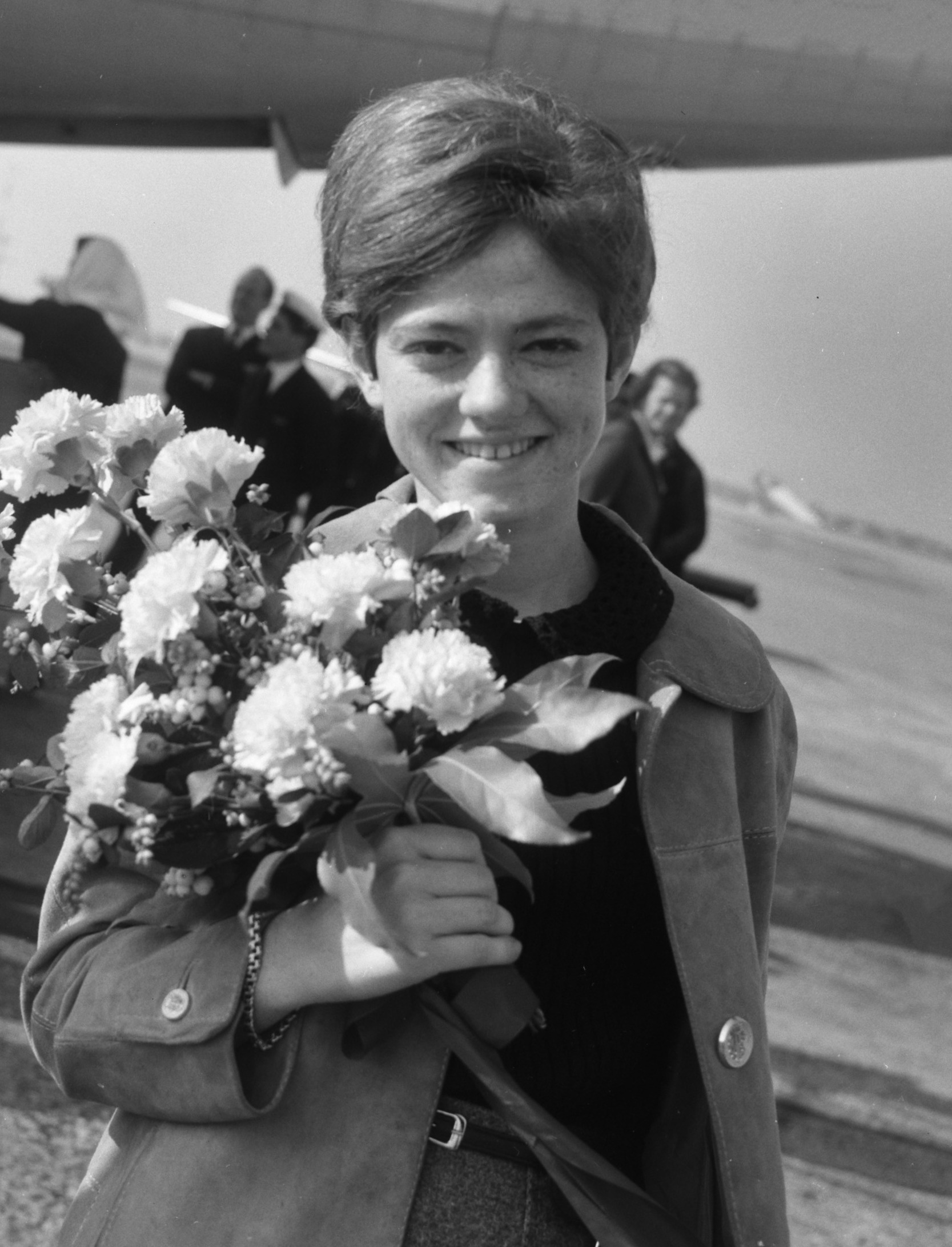
Rita Pavone 1965-ben

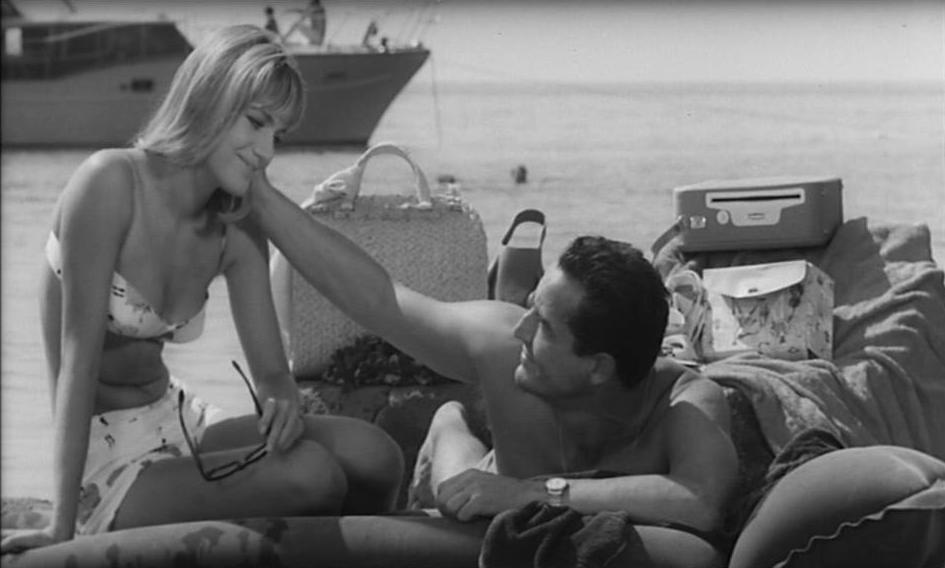
Catherine Spaak az 1962-ben forgatott Előzés c. filmben

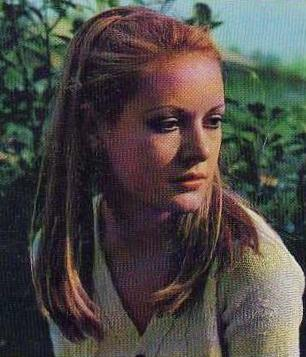
Anna Identici 1969-ben

Bár francia eredetűnek tekinthető, a yé-yé mozgalom kiterjedt egész Nyugat-Európára. Meg kell említeni például a Mina művésznevű olasz előadót, aki az ország első rock and roll énekesnője volt 1959-ben, majd néhány évig középutas popzenei énekesnőként tevékenykedett, végül – egy nős színésszel folytatott botrányos kapcsolata és teherbe esése után – egyfajta felnőtt „rossz kislány” imázsát vette fel. Vele ellentétben pályatársa, Rita Pavone sokáig őrizte a tipikus yé-yé tinilány imázsát; pályája ezen korszakának jellegzetes száma volt az 1964-ben megjelent Cuore című dal.
Olaszországban a yé-yé stílus felívelése 1967 körül megállt, újabb könnyűzenei stílusok megjelenésével egyidejűleg. Az ország népszerű yé-yé énekesnői között megemlítendő még a párizsi születésű Catherine Spaak, aki masszív sikereket ért el olasz nyelvterületen, Françoise Hardyéhoz nagyon közel álló előadói stílusával; további jelentős előadók voltak még Meri Marabini, Carmen Villani, Anna Identici, illetve az olyan lánycsapatok, mint a Le Amiche, a Le Snobs, illetve a Sonia e le Sorelle.

### Spanyolország

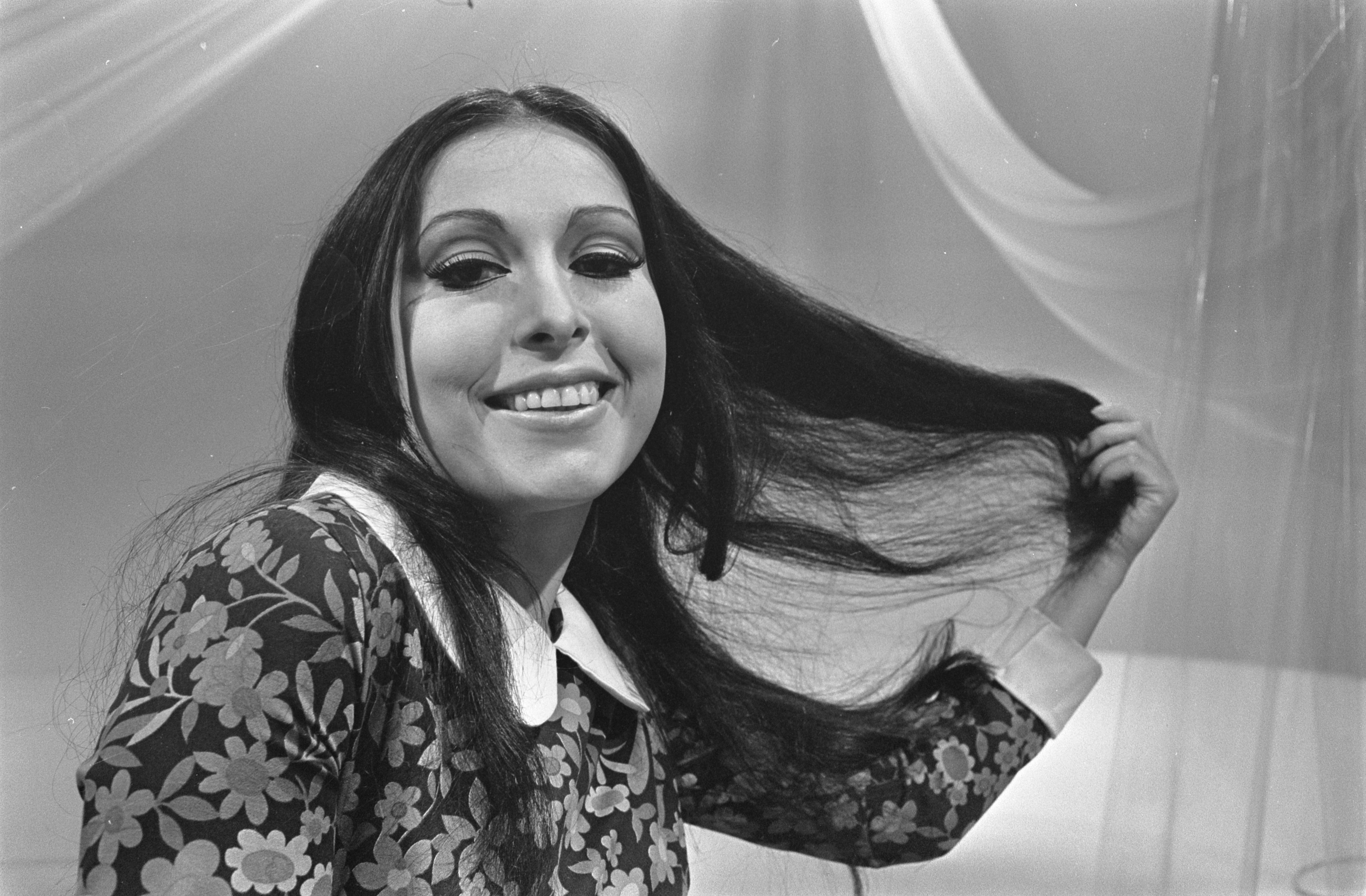
Massiel 1968-ban

Spanyolországban a yé-yé zene elterjedésének eleinte némi gátját jelentette, hogy a stílust a katolicizmus ellenzőjének tekintették. Ez azonban nem akadályozta meg, csak kissé késleltette a yé-yé spanyolországi térnyerését: 1968-ban éppen egy ilyen stílusú dallal kiálló fiatal előadó, Massiel nyerte el Spanyolország színeiben az Eurovíziós Dalfesztivál első helyezését, a La, la, la című számával. Massiel a későbbiekben nem tudta sokáig őrizni népszerűségét, helyét hamar átvette a cuki, naiv külsejű tiniénekes, Karina, aki a yé-yé spanyol „királynőjévé” vált olyan dalaival, mint az 1971-es Eurovíziós Dalfesztiválon ezüstérmes, második helyezést elérő En un mundo nuevo vagy az El baúl de los recuerdos.

### Japán
A yé-yé stílus óriási népszerűségre tett szert Japánban is, ahol a később kialakuló sibuja-kei stílus, illetve a "japán idol", mint jelenség létrejöttében is közrejátszott. Készült japán nyelvű változata Serge Gaisbourg és France Gall Poupée de cire, poupée de son című, Eurovízió-győztes dalának, és készült japán kiadása Johnny Hallyday Cherchez l'idole című lemezének is. Az egyik legnépszerűbb, yé-yé stílusban zenélő, Európán kívüli együttes a madagaszkári Les Surfs volt, melynek tagjai ez utóbbi lemezen is közreműködtek, Ca n'a pas d'importance című slágerükkel.

## Yé-yé fiúk

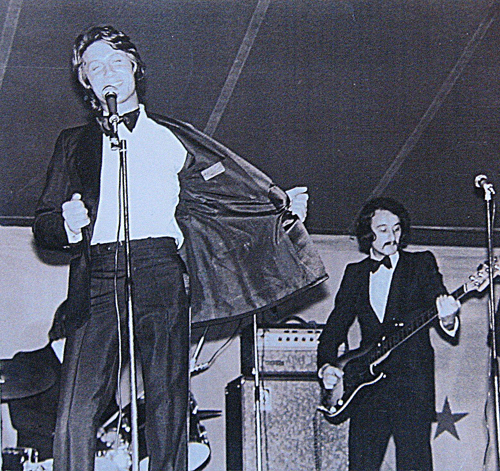
Jacques Dutronc egy 1971-es fellépésén Noël Miror basszusgitárossal

Bár a yé-yé mozgalom leginkább női előadókhoz köthető, nem tekinthető kifejezetten csak női stílusnak. Itt kell megemlíteni egyrészt Serge Gainsbourg nevét, aki a stílus kialakulásának egyik atyja és ötletgazdája, France Gall, Petula Clark, vagy éppen Brigitte Bardot számos ilyen műfajú slágerének szerzője volt, habár számottevően idősebb volt a yé-yé előadóknál és jelentős dzsesszmúlttal rendelkezett; de ugyanitt említendők azok a férfi előadók, akik yé-yé stílusú számokkal váltak ismertté.
Ilyen volt például Michel Polnareff, aki a szenvedő, reménytelen szerelmest jelenítette meg, olyan dalokkal, mint a saját zongorakíséretével előadott Love Me, Please Love Me; vele szemben a vagányabb Jacques Dutronc egyebek közt arról énekelt, hogy elcsábította Mikulás lányát (La Fille du Père Noël). Az egyik legnépszerűbb férfi yé-yé énekes Claude François volt, akit többek között olyan dalok tettek ismertté, mint a Belles, Belles, Belles, amely Eddie Hodges (Girls, Girls, Girls) Made to Love című számának francia nyelvű adaptációja volt.

## Utólagos megítélése
2013 novemberében, pályájára visszaemlékezve Françoise Hardy ezt mondta a yé-yéről:

„Egyáltalán nem szégyellem, hogy részt vettem ebben a mozgalomban. A yé-yé jól képzett énekeseinek legalább volt zenei érzékük. Ez az, amit hiányolok napjainkból.”

## Fordítás
Ez a szócikk részben vagy egészben  a   Yé-yé című angol Wikipédia-szócikk fordításán alapul.  Az eredeti cikk szerkesztőit annak laptörténete sorolja fel. Ez a jelzés csupán a megfogalmazás eredetét és a szerzői jogokat jelzi, nem szolgál a cikkben szereplő információk forrásmegjelöléseként.
Ez a szócikk részben vagy egészben  a   Yéyé című francia Wikipédia-szócikk fordításán alapul.  Az eredeti cikk szerkesztőit annak laptörténete sorolja fel. Ez a jelzés csupán a megfogalmazás eredetét és a szerzői jogokat jelzi, nem szolgál a cikkben szereplő információk forrásmegjelöléseként.